# Lola B08/60
La Lola B08/60 est une voiture de course prototype de catégorie LMP1 construite par le constructeur britannique Lola Cars International et dont le principal utilisateur fut l'équipe Charouz Racing System, associée à l'Aston Martin Racing.

## Historique
Le projet a débuté en 2006, lorsque l'Automobile Club de l'Ouest a annoncé l'intention de n'autoriser que des voitures à cockpit fermé.
La version LMP1 possédait à l'origine le moteur Aston Martin 6,0 L V12. Une version LMP2 a été réalisée sous le nom de B08/80 avec un moteur Judd DB 3,4 L V8 et sous le nom de B08/86 avec un moteur Mazda MZR-R de 2 L Turbo I4.
La B09/60 utilisée en LMP1 à partir de 2009 est une évolution de la B08/60, elle était initialement prévue pour la Lola-Aston Martin B09/60 avant d'être utilisée avec d'autres motorisation. De la même façon les B09/80 et B09/86 sont les évolutions 2009 de la LMP2.
Le projet B10/60 a été mené pour les écuries Rebellion Racing en LMS et Drayson Racing en ALMS,. La première victoire de cette version est obtenue à Road America par le Drayson Racing.

## Résultats en compétition
- Le Mans Series
  - Champion dans la catégorie LMP2 en 2010 avec RML
  - Victoire d'une Lola B08/80 dans la catégorie LMP2 aux 1 000 kilomètres de Silverstone 2009 avec le Speedy Racing Team
  - Victoire d'une Lola B08/80 dans la catégorie LMP2 aux 1 000 km d’Algarve 2010 avec RML

- American Le Mans Series
  - Victoire au général d'une Lola B09/86 à Mid-Ohio en 2010 avec le Dyson Racing
  - Victoire au général d'une Lola B10/60 à Road America en 2010 avec le Drayson Racing
  - Victoire au général d'une Lola B09/86 à Lime Rock en 2011 avec le Dyson Racing